# ريتشارد سيمون (قسيس)
ريتشارد سيمون (بالفرنسية: Richard Simon)‏ (و. 1638 – 1712 م) هو قسيس، وعالم عقيدة، ومترجم، ومترجم ‏، وناقد أدبي، ومترجم الكتاب المقدس ‏ فرنسي، ولد في دييب، توفي في دييب، عن عمر يناهز 74 عاماً.

## روابط خارجية
- ريتشارد سيمون على موقع الموسوعة البريطانية (الإنجليزية)